# Guy Alexandre
Guy Pierre Alexandre (* 25. August 1945 in Saint-Marc; † 28. Februar 2014 in Port-au-Prince) war ein haitianischer Soziologe, Pädagoge und Diplomat.

## Leben
Guy Alexandre besuchte das renommierte Collège Saint-Martial der Spiritaner in Port-au-Prince, wo er Mitglied der Jeunesse étudiante chrétienne (JEC) wurde. Deren christliche, politische und pädagogische Ideale prägten ihn zeitlebens. Von 1967 bis 1974 studierte Guy Alexandre Politische Wissenschaften in Belgien und Soziologie in Paris. Anschließend unterrichtete er an einem französischen Gymnasium. 1979 kehrte er nach Haiti zurück. Er war Schulleiter und arbeitete im Institut Pédagogique National (IPN) in Port-au-Prince – theoretisch, in der Bildungsforschung, wie praktisch, in der Lehrerfortbildung. Als Professor lehrte er an der Université d'État (UEH), an der Université Quisqueya (beide in Port-au-Prince) und an der Facultad Latinoamericana de Ciencias Sociales (FLACSO) in Santo Domingo.
In der haitianischen Politik engagierte sich Guy Alexandre in der Groupe d'Appui aux Rapatriés et Réfugiés (GARR) zur Verteidigung der Haitianer in der Dominikanischen Republik und im Mouvement d’Action Démocratique (MAD). Er war Gründungsmitglied des Comité National du Congrès des Mouvements Démocratiques (CONACOM) und der Bürgerrechtsbewegung Initiatives démocratiques (ID).
Während der Regierungszeit von Jean-Bertrand Aristide war Guy Alexandre von 1991 bis 1996 und erneut von 2001 bis 2003 Botschafter Haitis in der Dominikanischen Republik. Von 2004 bis 2006 war er für die Interimsregierung Haitis als Berater für internationale Beziehungen tätig. Im Anschluss wirkte er für die Internationale Organisation für Migration in Haiti.
Alexandre, der mit Evelyn Margron Alexandre verheiratet und Vater einer Tochter war, starb an den Folgen eines Herzinfarkts.

## Schriften
- Initiation à la dissertation historique. Guide à l'usage des élèves de seconde et première. Désormeaux, Fort-de-France 1979 (mit Wilhelm Romeus).
- Trujillo et Haïti. In: Revue de la Sociéte Haïtienne d'Histoire et de Géographie. Jg. 2000, Nr. 204, S. 44–55.
- La question migratoire entre la République Dominicaine et Haïti – Matériaux pour une proposition de politique. Document de travail pour l'Organisation Internationale pour les Migrations. Port-au-Prince 2001.
- Pour Haïti, pour la République dominicaine. C3 Éditions, Port-au-Prince 2013. ISBN 978-9-9970-0018-7.